# Lomographa eximiaria
Lomographa eximiaria är en fjärilsart som beskrevs av Charles Oberthür 1923. Lomographa eximiaria ingår i släktet Lomographa och familjen mätare. Inga underarter finns listade i Catalogue of Life.